# ひろは
ひろはは日本の女性声優。主にアダルトゲームに声をあてている。

## 出演作品
太字は主役・メインキャラクター

### ゲーム
2012年
- 大は小を兼ねない（屏風ヶ浦桜子[1]）
- 痴態配信 〜モニターの中で堕ちる姉〜（森崎千夏）
- 妻の母との背徳淫姦 〜お義母さん、女房とするより興奮するよ〜（本庄優希[2]）

2013年
- 姉妻淫欲調教 〜ブ男でヒッキーな僕との義兄には言えない秘密のエクスタシー〜（久賀雪音[3]）
- せがれの新妻（大宝寺静羽）
- モン娘☆ハート 〜搾精されるは世界のためっ!?〜（ラミア[4]）
- 湯けむりの背徳交姦 〜幼なじみは、兄嫁で、若女将で、未亡人でした〜（葉山悠花[5]）

2014年
- アナル＊ママ 〜後ろの穴は息子専用なの（笠原柊花[6]）
- イジめてあげるッ! 〜お兄ちゃん、わたし達のオス犬になってよ〜（美奈[7]）
- 妹蜜 〜激LOVE妹はフタナリ妖精〜（大紅都亜[8]）
- 愛娘の彼ママとの淫蜜交尾 〜奥さん、バレそうなのが興奮するんだろ?〜（柴野香苗[9]）
- ママ、オナニーするくらいなら僕がしてあげるよっ!（来生蓉子[10]）

2015年
- アイドル肉体交感 〜おれがあの子で、あの子がオレ〜（芦村梢[11]）
- 一途に絶対服従な妹をめちゃくちゃにしてみた 〜愛欲兄妹〜（上戸文佳[12]）
- 汁だく肉玩具姉弟 〜俺の触手で商品化〜（梶木恵美[13]）
- ふた×モン 〜生えてる私と魔物っ娘たちの婚前エッチ〜（アメル[14]）
- ×× OF THE DEAD（神武寺佳奈子[15]）